# Transcendentní rovnice
Transcendentní rovnice je matematická rovnice, která obsahuje nějakou transcendentní funkci, to znamená funkci nezávislé proměnné, kterou nelze vyjádřit jako polynom. Mezi transcendentní funkce patří například exponenciální a logaritmická funkce, goniometrické funkce a další. Příkladem může být rovnice {\displaystyle cos(x)-x=0} (jinak také {\displaystyle cos(x)=x}). Takové rovnice často nemají analytická řešení a lze je řešit pouze přibližnými metodami.
Na rozdíl od algebraické rovnice (např. {\displaystyle x^{5}-3x+1=0}), kterou lze vyjádřit polynomem a tedy vyřešit konečným počtem algebraických operací, transcendentní rovnice algebru "přesahují", protože se takto vyřešit nedají. Obecně také nemají analytická řešení a řeší se různými aproximacemi nebo iterací. Výjimku tvoří takové transcendentní rovnice, v nichž se nezávisle proměnná vyskytuje pouze jako argument transcendentní funkce, neboť jejich analytickým řešením je inverzní funkce. Jinou možností může být použití speciálních funkcí jako je Lambertova funkce W, která umožňuje zapsat řešení některých transcendentních rovnic s neznámou v exponentu.

## Příklady transcencentních funkcí
{\displaystyle f_{1}(x)=x^{\pi }\ }
{\displaystyle f_{2}(x)=c^{x}}
{\displaystyle f_{3}(x)=x^{x}}
{\displaystyle f_{4}(x)=x^{\frac {1}{x}}\ }
{\displaystyle f_{5}(x)=\log _{c}x}
{\displaystyle f_{6}(x)=\sin {x}}